# Hero, Hero
Albums de Judas Priest
British Steel
(1980) Point of Entry
(1981)
Hero, Hero est un album de compilation du groupe de heavy metal Judas Priest, édité par Gull Records, et paru en 1981.Les batteurs Alan Moore et John Hinch ont contribué à certains titres de l'album.

## Titres de l'album
1. Prelude
2. Tyrant
3. Rocka'Rolla
4. One for the Road
5. Victim of Changes
6. Dying to meet you
7. Never Satisfied
8. Dreamer Deceiver
9. Deceiver
10. Winter
11. Deep Freeze
12. Winter Retreat
13. Cheater
14. Diamonds and Rust
15. Run of The Mill
16. Genocide
17. Caviar and Meths

Cette compilation ne comporte aucun titre inédit. L'édition vinyle de 1981 a une pochette représentant un guerrier, peinture signée Melvyn, les membres du groupe sont eux représentés, dans la pochette intérieure, par Alan Morrison.
Cette compilation n'est pas référencée sur le site officiel du groupe. 
L'album est remixé par Rodger Bain.